# Stilaro
Le Stilaro est un fleuve côtier de la Calabre en ancienne provinces d'Italie de Reggio de Calabre. Il donne son nom à toute la vallée où il coule : la Vallée du Stilaro (it).

## Géographie
Le Stilaro se jette dans la mer Ionienne au sud de la commune de Monasterace. Dans la valle delle Ortiche, il traverse le lac de barrage Giulia.
Il traverse aussi la Curva di Acqua Calda.

## Affluents
- le torrent Storto (rd)
- le torrente Azzarola (rd)
- le vallone Taverna (rd) qui prend source au nord du Monte Corva (1 168 m)
- ?? qui prend source au sud du Monte Corva (1 168 m) dans le parc naturel régional delle Serre
- le torrente Ruggera (rg)
- le Vignali (rg)
- le Fosso Sambuco (rd)
- le Melodare (rd) qui conflue à l'ouest de Bivongi
- le Pardala (rg)
- le torrente Celfia (rg)
- le Vincegerra (rd)
- le Fosse Brunia (rd)